# Maja Tokarska
Maja Tokarska (ur. 22 lutego 1991 w Gdańsku) – polska siatkarka, grająca na pozycji środkowej, reprezentantka Polski.

## Kariera sportowa
Wychowanka klubu Gedania Gdańsk, z którym odnosiła sukcesy na wielu turniejach, w tym mistrzostwach Polski w kategoriach młodziczek, kadetek i juniorek Zdobyła 16 medali mistrzostw Polski (w tym raz mistrzostwo Polski seniorek i pięć razy młodzieżowe mistrzostwo Polski). Od sezonu 2014/2015 była zawodniczką Atomu Trefla Sopot. W sezonie 2016/2017 była zawodniczką japońskiego klubu Hisamitsu Springs. W sezonie 2017/2018 występowała w tureckiej drużynie Beşiktaş JK, później grała dla KS-u DevelopResu Rzeszów. Od sezonu 2019/20 do sezonu 2021/22 grała w DPD Legionovii Legionowo.

## Reprezentacja
W kadrze seniorskiej zadebiutowała 8 czerwca 2010 roku podczas turnieju Volley Masters. W 2012 została powołana przez Alojzego Świderka na Grand Prix 2012. Wystąpiła także na Mistrzostwach Europy 2013 oraz w eliminacjach do mistrzostw świata 2014. Dotychczas wystąpiła w reprezentacji 61 razy (stan na październik 2017).

## Sukcesy klubowe
Ogólnopolska Olimpiada Młodzieży:
- 2006, 2007

Mistrzostwo Polski Kadetek:
- 2007

Mistrzostwo Polski Juniorek:
- 2008, 2009

Mistrzostwo Polski:
- 2012
- 2013, 2015, 2016
- 2019

Memoriał Agaty Mróz-Olszewskiej:
- 2012

Superpuchar Polski:
- 2012

Puchar Polski:
- 2013, 2015
- 2022

Puchar CEV:
- 2015

Puchar Cesarza:
- 2016

Mistrzostwo Japonii:
- 2017

## Sukcesy reprezentacyjne
Mistrzostwa Europy Wschodniej Kadetek:
- 2006

Mistrzostwa Europy Wschodniej Juniorek:
- 2007

Memoriał Agaty Mróz-Olszewskiej:
- 2010

Liga Europejska:
- 2014

Igrzyska Europejskie:
- 2015

## Nagrody indywidualne
- 2005: Nagroda „młodzieżowa nadzieja olimpijska” na TNO w Miliczu
- 2008: Najlepsza blokująca Mistrzostw Polski Kadetek
- 2008: Najlepsza blokująca Mistrzostw Polski Juniorek
- 2009: MVP Mistrzostw Polski Juniorek
- 2009: MVP kwalifikacji do Mistrzostw Świata Juniorek
- 2013: Najlepsza blokująca Pucharu Polski

### Inne
- 2013: Udział w Meczu Gwiazd włoskiej Serie A